# Federico Pérez
Federico Pérez Silvera (Montevideo, 23 gennaio 1986) è un ex calciatore uruguaiano, di ruolo difensore.

## Caratteristiche tecniche
È un terzino sinistro.